# Höversbytunnel
Der Höversbytunnel war der einzige Tunnel im Schmalspurbahnnetz von Östergötland und wurde 1878 von der Norsholm–Bersbo järnväg (NBJ) erbaut. Mit dem Kauf der Norsholm Ristens kommunikationsbolag, der die NBJ gehörte, ging ab dem 1. Januar 1921 das Eigentum und der Betrieb der Strecke sowie des 50 Meter langen Tunnels an die Norsholm–Västervik–Hultsfreds Järnvägar über.

## Lage
Der Tunnel liegt einen Kilometer südlich von Höversby in der Nähe des Losjön. Nach der Stilllegung der Strecke am 27. September 1964 wurden die Gleise entfernt.